# آزادماهی‌های ساحلی
آزادماهی‌های ساحلی (نام علمی: Leptobrama) نام یک سرده از زیرراسته سوف‌ماهی‌شکلیان است.